# Carl Gyllenborg

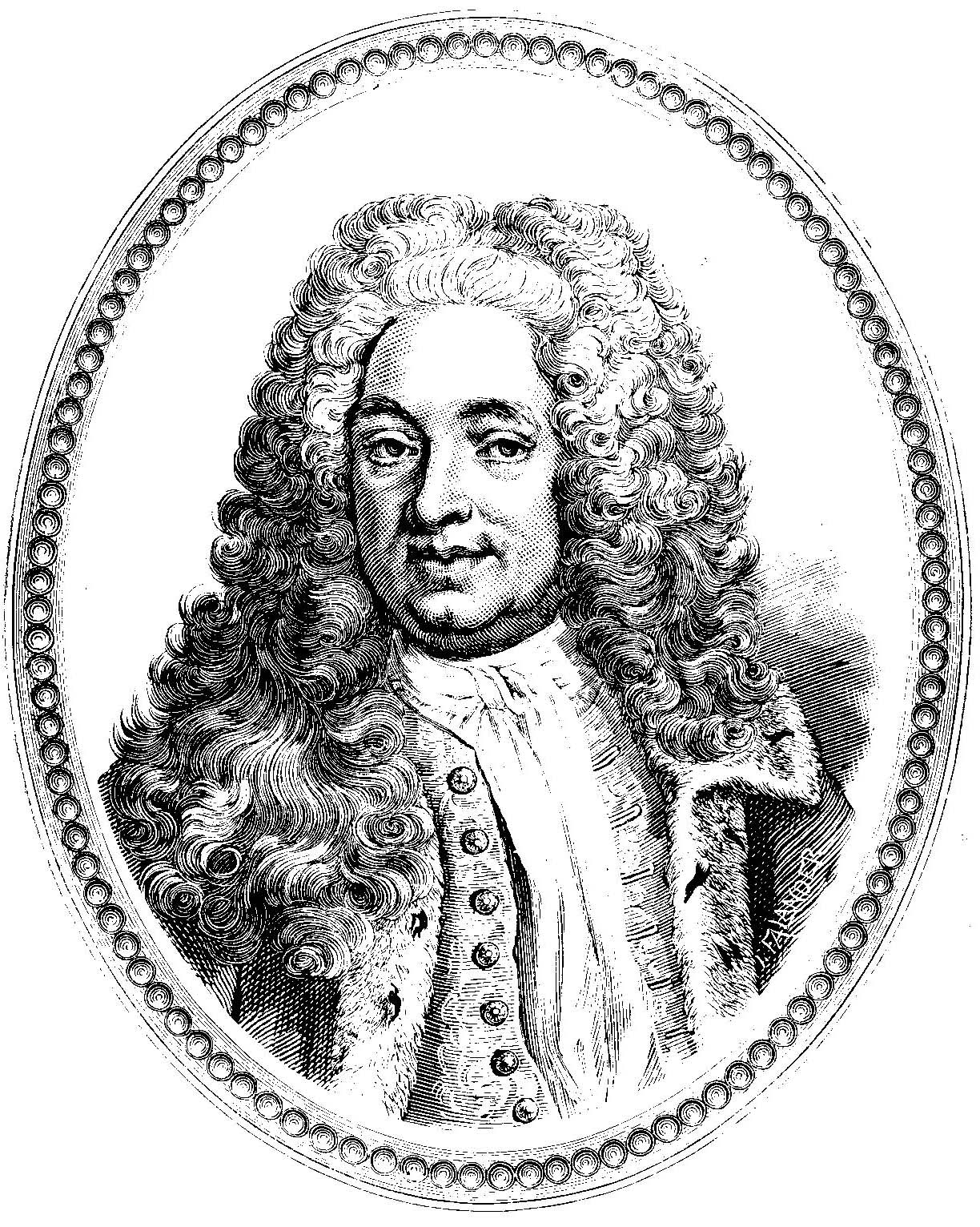
Carl Gyllenborg (1679–1746).

Carl Gyllenborg, född 7 mars 1679, död 9 december 1746, greve, ämbetsman, diplomat, politiker och författare. Kanslipresident (Hatt) 1739–1746.

## Biografi
Carl Gyllenborg var son till Jacob Vollimhaus, som adlats Gyllenborg, och friherrinnan Anna Catharina Thegner, dotter till Olof Thegner. Han var bror till Johan, Olof och Fredrik Gyllenborg.
Under sin studietid i Uppsala utmärkte sig Gyllenborg för en sällsynt talarförmåga och valdes till universitets rector illustris, vilken befattning han innehade ett år. Sedan han någon tid tjänstgjort i Kungliga kansliet, begav han sig 1701 till svenska hären i Livland, där anställdes han som adjutant hos greve Carl Mörner. 
Här visade han så stora anlag för diplomatiska värv, att han 1703 avsändes som kommissionssekreterare till svenska beskickningen i London, där han 1710 utnämndes till resident och 1715 till minister. I London gifte han sig 1710 med en rik änka av Torypartiet, mrs Sara Derith, född Wright, vilken sedan utövade ett stort inflytande på hans politiska handlingar. Invecklad i Georg Heinrich von Görtz planer mot den hannoveranska tronföljden i England, togs han 1717 av engelska styrelsen i fängsligt förvar och inspärrades på fästningen i Plymouth. Efter ett halvt års förlopp sattes han likväl på fri fot och återkom på en ståtligt utrustad engelsk fregatt till Sverige i augusti 1717. 
Här befordrades han kort därefter 1718 till statssekreterare vid handelsexpeditionen och skickades, med Görtz, till fredsmötet med ryssarna på Åland. Sedan underhandlingarna blivit avbrutna, utnämndes han 1720 till hovkansler och samma år till svenskt sändebud vid fredsmötet i Braunschweig, som aldrig blev av. 
Vid riksdagen 1723 upphöjdes han till riksråd och verkade under första skedet av den så kallade frihetstiden. Som huvudman för Hattpartiet och Arvid Horns outtröttlige motståndare, lyckades han vid riksdagen 1739 krossa Mösspartiet och dess mäktige ledare och intog Horns plats, som kanslipresident. 
År 1746, när han var 67 år övertogs kanslipresidentssysslan av hans tidigare antagonist Carl Gustaf Tessin. Ansatt av kroppsliga lidanden, försvagades han allt mer och dog den 9 december samma år.

## Litterär produktion
Förutom flera politiska avhandlingar, som New discoveries of the dangers of Popery 1714, La Crise du Nord, ou réflexions sur la politique du Czar och [1717; Efterrättelser om regementsförändringen i Svea Rike år 1719 skrev han pjäsen Den Svenska Sprätthöken, som han fick idén till, från en fransk enaktspjäs, uruppfördes i Stora Bollhuset 1737. 
Lyckönskan till Karl XII över Segern vid Narva; Tal vid riksdagarna 1739–43, samt översatt från engelskan En bättrad villhierna, komedi oc »Andromache eller ett ömt modershierta, tragedi. 